# Couvert de table
Pour les articles homonymes, voir couvert.

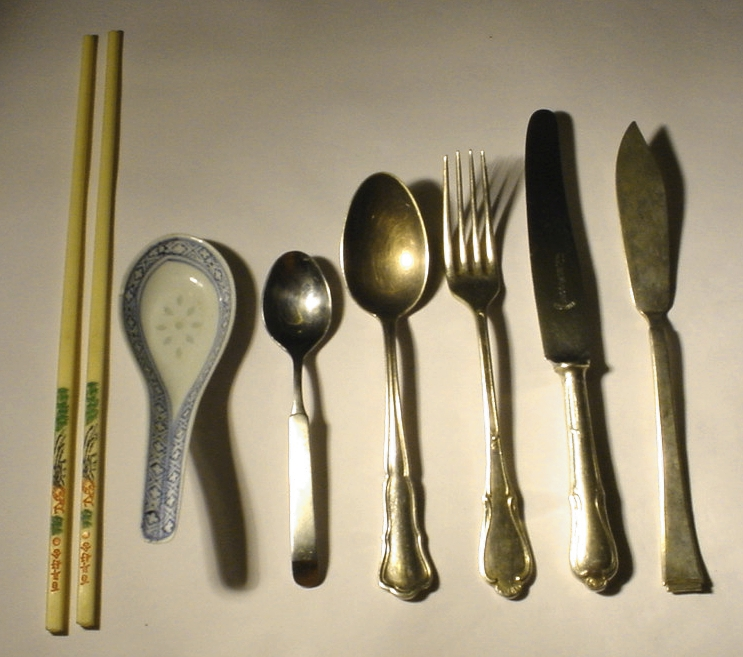
Couverts divers de différents pays

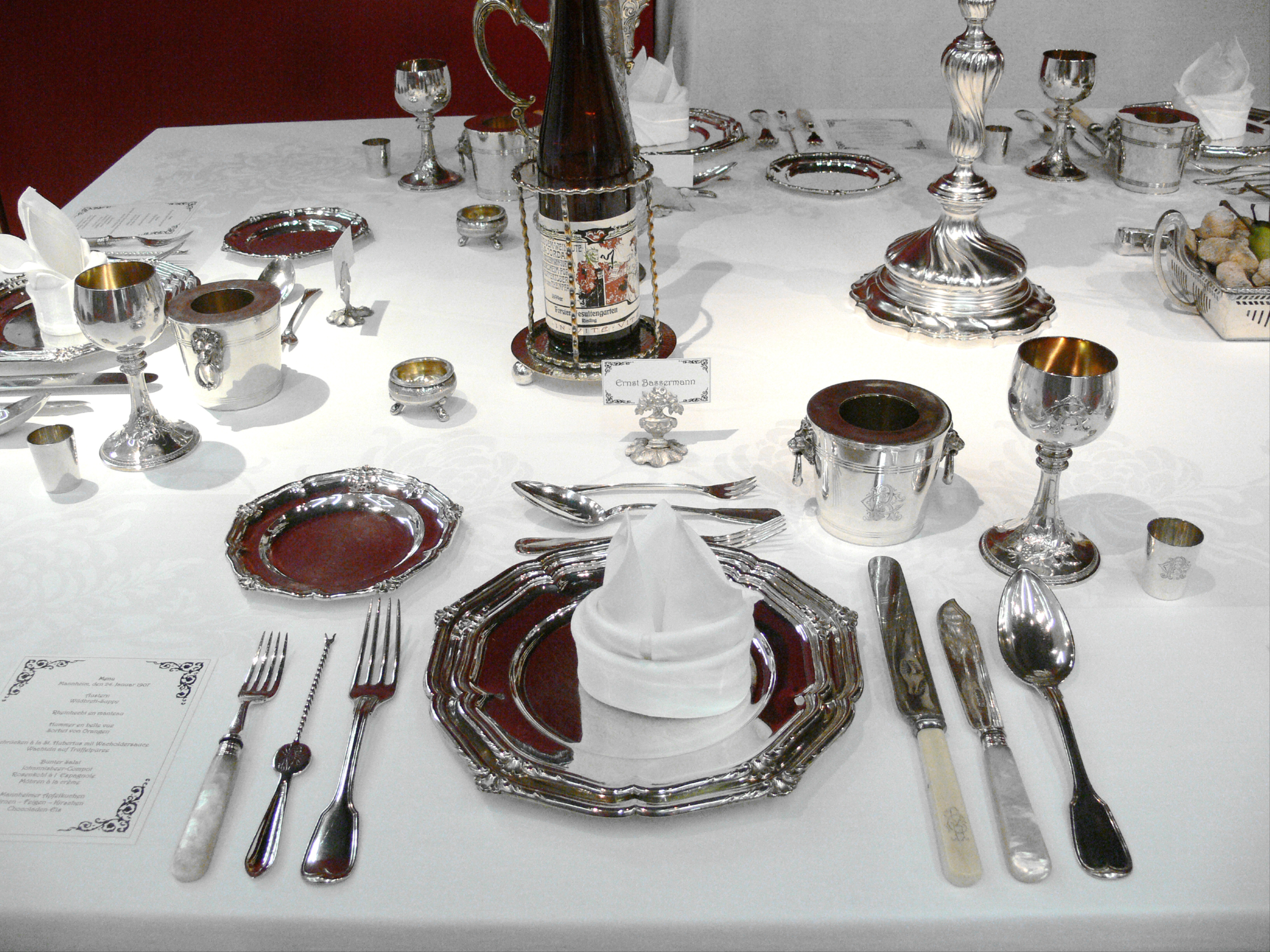
Couverts allemands, après 1888

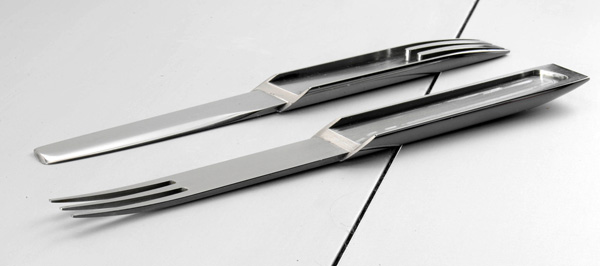
Couverts en inox qui s'emboîtent (Sveid)

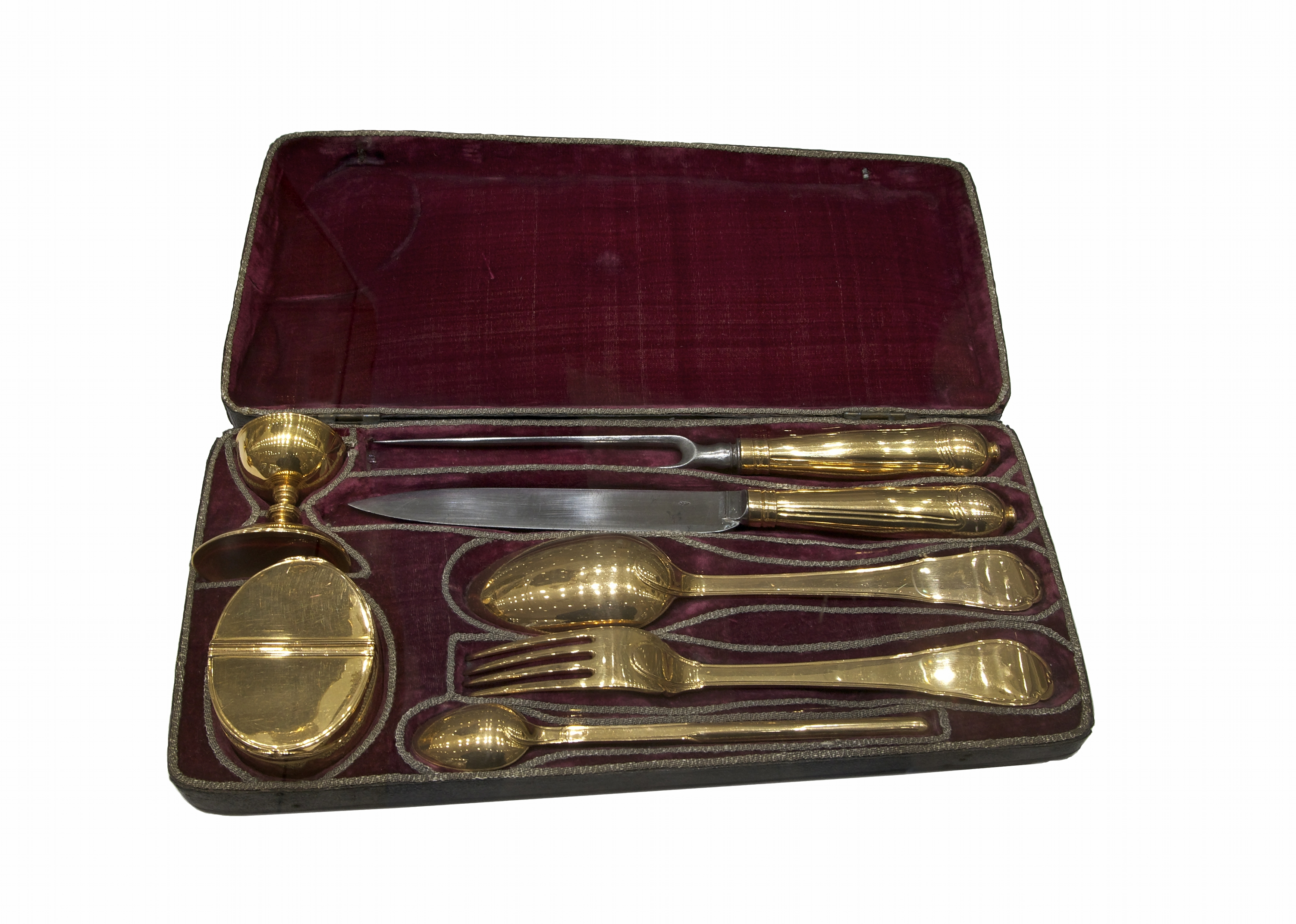
Le nécessaire de table personnel de l'empereur François II (1er) d'Autriche. Or et acier, dans un écrin de cuir et de velours. Vienne, fin du XVIIIe siècle.

Les couverts de table, appelés "ustensiles" au Canada et "services" en Suisse, sont les ustensiles utilisés pour manger durant un repas.
Un couvert de base se compose de quatre pièces: un couteau, une fourchette, une cuillère à soupe et une cuillère à café. Avec les verres, les assiettes, et les autres ustensiles de table, il forme le service de table. Le couvert de base peut se décliner sous de multiples formes, pour des usages particuliers: couverts à poisson, couverts à entremets, couverts à desserts, à fruits, à gâteaux, à glace, couverts à servir, couverts à découper, etc.
Les couverts ont longtemps été en étain, en fer étamé, ils sont le plus souvent en acier inoxydable, parfois en métal argenté ou en argent. Leur histoire passionnante a été l'un des éléments de l'évolution des mœurs et de distinction sociale pendant des siècles (Reigniez, 2024).

## Histoire
Les dictionnaires récents désignent sous le terme générique de couverts, en plus des ustensiles sus-cités (le trio couteau, fourchette, cuillères désigne stricto sensu les couverts au XVIIIe siècle) les assiettes, verres et plats, c'est-à-dire tout ce dont on recouvre la nappe. Les plus anciens dictionnaires rangent dans le même vocable la nappe, les serviettes, l'argenterie et le buffet.
Ce mot vient du verbe couvrir et désignait l'action de couvrir d'un linge les plats de nourriture et les boissons destinés à tout personnage de grande importance. Autrefois, tous les invités à la même tablée mangeaient dans un plat unique (voir l'étymologie du terme copain). Les seigneurs médiévaux, puis les aristocrates, furent les premiers à être servis individuellement avec des plats présentés « à couvert ». Cette précaution était prise notamment lorsqu'on recevait à dîner un vassal ou un suzerain au Moyen Âge ou à la Renaissance, ce qui rassurait l'hôte contre tout risque d'empoisonnement des plats : le service « à couvert » consistait alors à distribuer à l'aveugle la nourriture dans les écuelles. Par la suite, le terme couvert a désigné également le plat rapporté des cuisines, recouvert de faïence ou d'une cloche de métal pour conserver la chaleur aux mets.
Cet usage disparaît après le XVe siècle qui voit le déclin de l’empoisonnement comme modus operandi pour régler des problèmes politiques, militaires, etc. le terme se retrouve cependant dans les expressions « mettre le couvert »  ou « avoir son couvert mis chez quelqu’un ».

## Usage
Pour mettre le couvert à la française, il est nécessaire de positionner la fourchette et la cuillère de telle sorte que les armoiries (ou les initiales, etc.) soient visibles, donc la pointe sur la table. Ce positionnement est propre à l'Écosse et à la France.
Dans les autres pays (Angleterre, États-Unis d'Amérique, etc.), c'est l'inverse : les pointes sont vers le haut et donc les initiales (ou les armoiries) sont positionnées de telle sorte qu'elles soient ainsi visibles. Cette différence entraîne une différence de position des poinçons de titre d'argent et/ou des poinçons des orfèvres.
La fourchette se place à gauche de l'assiette, le couteau tranchant vers l'assiette et la cuillère à droite. La cuillère à dessert en haut de l'assiette.
Une exception pour les couverts à dessert qui se placent en haut de l'assiette. Ces derniers sont positionnés comme si l'on faisait tourner les couverts principaux (fourchette, couteau ou cuillère) d'un quart de tour (c'est-à-dire du côté de l'assiette au haut de l'assiette).
Les couverts sont placés en fonction de leur ordre d'utilisation, les premiers mets étant les plus éloignés de l'assiette.
Les verres, quant à eux, sont disposés en haut de l'assiette, au-dessus des couverts à dessert, de gauche à droite (eau, vin rouge, vin blanc), du plus grand au plus petit, et la flûte à champagne derrière, entre le verre à eau et celui à vin rouge. En France, les verres sont posés légèrement de biais, en Angleterre face à l'assiette.

## Liste

### Couverts génériques
- Baguettes
- Couteau
- Cuillère (voir la liste de cuillères)
- Fourchette
- Paille
- Pince

### Ustensiles spécifiques
- Casse-noix
- Couteau à beurre

## Citation
« À tous les repas pris en commun, nous invitons la liberté à s'asseoir.  La place demeure vide, mais le couvert reste mis. »